# Synema
Pour l’article ayant un titre homophone, voir Cinéma.
Genre
Synonymes
- Bueltia Dahl, 1907
- Gerhardtia Dahl, 1907
- Justella Dahl, 1907
- Rimania Dahl, 1907
- Schilleria Dahl, 1907
- Weissella Dahl, 1907

Synema est un genre d'araignées aranéomorphes de la famille des Thomisidae.

## Distribution
Les espèces de ce genre se rencontrent sur tous les continents sauf aux pôles.

## Liste des espèces
Selon World Spider Catalog (version 26, 04/08/2025) :
- Synema abrahami Mello-Leitão, 1948
- Synema adjunctum O. Pickard-Cambridge, 1891
- Synema aequinoctiale (Taczanowski, 1872)
- Synema affinitatum O. Pickard-Cambridge, 1891
- Synema albomaculatum Ono, 2001
- Synema anatolicum Demir, Aktaş & Topçu, 2009
- Synema annulipes Dahl, 1907
- Synema bariguiense Mello-Leitão, 1947
- Synema batarasa Barrion & Litsinger, 1995
- Synema bellum Soares, 1944
- Synema berlandi Lessert, 1919
- Synema bipunctatum (Taczanowski, 1872)
- Synema bishopi Caporiacco, 1955
- Synema bourgini Millot, 1942
- Synema buettneri Dahl, 1907
- Synema camerunense Dahl, 1907
- Synema candicans (O. Pickard-Cambridge, 1876)
- Synema caucasicum Utochkin, 1960
- Synema cervinum Schenkel, 1936
- Synema chikunii Ono, 1983
- Synema concolor Caporiacco, 1947
- Synema conradti Dahl, 1907
- Synema curvatum Dahl, 1907
- Synema decens (Karsch, 1878)
- Synema decoratum Tikader, 1960
- Synema diana (Audouin, 1826)
- Synema fasciatum Mello-Leitão, 1929
- Synema fiebrigi Dahl, 1907
- Synema fischeri Dahl, 1907
- Synema flavimanus Dahl, 1907
- Synema flavipes Dahl, 1907
- Synema flavum Dahl, 1907
- Synema flexuosum Dahl, 1907
- Synema fuelleborni Dahl, 1907
- Synema fuscomandibulatum Petrunkevitch, 1925
- Synema glaucothorax Piza, 1934
- Synema globosum (Fabricius, 1775)
- Synema gracilipes Dahl, 1907
- Synema guiyang J. S. Zhang, Lu & Yu, 2022
- Synema haemorrhoidale Dahl, 1907
- Synema haenschi Dahl, 1907
- Synema helvolum Simon, 1907
- Synema hildebrandti Dahl, 1907
- Synema hirtipes Dahl, 1907
- Synema illustre Keyserling, 1880
- Synema imitatrix (Pavesi, 1883)
- Synema inexpectatum Seropian, Bulbulashvili, Makharadze & Baznikin, 2024
- Synema interjectivum Mello-Leitão, 1947
- Synema jaspideum Simon, 1907
- Synema lanceolatum Mello-Leitão, 1929
- Synema langheldi Dahl, 1907
- Synema laticeps Dahl, 1907
- Synema latispinum Keyserling, 1883
- Synema latissimum Dahl, 1907
- Synema lineatum Thorell, 1895
- Synema longipes Dahl, 1907
- Synema longispinosum Dahl, 1907
- Synema lopezi Jiménez, 1988
- Synema lunulatum Dahl, 1907
- Synema luridum Keyserling, 1880
- Synema luteovittatum Keyserling, 1891
- Synema maculatovittatum Caporiacco, 1954
- Synema maculosum O. Pickard-Cambridge, 1891
- Synema madidum O. Pickard-Cambridge, 1895
- Synema mandibulare Dahl, 1907
- Synema marcidum Simon, 1907
- Synema marlothi Dahl, 1907
- Synema multipunctatum (Simon, 1895)
- Synema mysorense Tikader, 1980
- Synema nangoku Ono, 2002
- Synema neomexicanum Gertsch, 1939
- Synema nigrianum Mello-Leitão, 1929
- Synema nigriventer Dahl, 1907
- Synema nigrotibiale Lessert, 1919
- Synema nigrum Keyserling, 1880
- Synema nitidulum Simon, 1929
- Synema obscurifrons Dahl, 1907
- Synema obscuripes Dahl, 1907
- Synema opulentum Simon, 1886
- Synema ornatum (Thorell, 1875)
- Synema palliatum O. Pickard-Cambridge, 1891
- Synema papuanellum Strand, 1913
- Synema paraense Mello-Leitão, 1929
- Synema parvulum (Hentz, 1847)
- Synema pauciaculeis Caporiacco, 1947
- Synema pereirai Soares, 1943
- Synema pichoni Schenkel, 1963
- Synema plorator (O. Pickard-Cambridge, 1872)
- Synema pluripunctatum Mello-Leitão, 1929
- Synema pusillum Caporiacco, 1955
- Synema putum O. Pickard-Cambridge, 1891
- Synema quadratum Mello-Leitão, 1929
- Synema quadrifasciatum Dahl, 1907
- Synema quadrimaculatum Roewer, 1961
- Synema reimoseri Lessert, 1928
- Synema revolutum Tang & Li, 2010
- Synema riflense Strand, 1909
- Synema rubromaculatum Keyserling, 1880
- Synema scalare Strand, 1913
- Synema scheffleri Dahl, 1907
- Synema schulzi Dahl, 1907
- Synema setiferum Mello-Leitão, 1929
- Synema simoneae Lessert, 1919
- Synema socium O. Pickard-Cambridge, 1891
- Synema spinosum Mello-Leitão, 1929
- Synema spirale Dahl, 1907
- Synema steckeri Dahl, 1907
- Synema subabnorme Caporiacco, 1947
- Synema suteri Dahl, 1907
- Synema tadzhikistanicum Utochkin, 1960
- Synema ternetzi Mello-Leitão, 1939
- Synema tibiale Dahl, 1907
- Synema togoense Dahl, 1907
- Synema tricalcaratum Mello-Leitão, 1929
- Synema trimaculosum Schmidt, 1956
- Synema utotchkini Marusik & Logunov, 1995
- Synema vachoni Jézéquel, 1964
- Synema valentineri Dahl, 1907
- Synema vallotoni Lessert, 1923
- Synema variabile Caporiacco, 1939
- Synema viridans (Banks, 1896)
- Synema viridisterne Jézéquel, 1966
- Synema vittatum Keyserling, 1880
- Synema zonatum Tang & Song, 1988

Selon World Spider Catalog (version 23.5, 2023) :
- † Synema enigmaticum Berland, 1939

## Systématique et taxinomie
Ce genre a été décrit par Simon en 1864 comme un sous-genre de Thomisus.

## Publication originale
- Simon, 1864 : Histoire naturelle des araignées (aranéides). Paris, p. 1-540 (texte intégral).